# Krhov (Třebíči járás)
Krhov település Csehországban, a Třebíči járásban. Krhov Radkovice u Hrotovic, Bačice, Hrotovice, Myslibořice és Račice településekkel határos. Lakosainak száma 177 fő (2024. január 1.).

## Népesség
A település lakosságának változását az alábbi diagram mutatja:
| Lakosok száma | 378  | 375  | 458  | 341  | 293  | 218  | 193  | 193  | 174  | 177  |
|               | 1869 | 1890 | 1921 | 1950 | 1980 | 2001 | 2017 | 2019 | 2022 | 2024 |